# Laser ad anidride carbonica

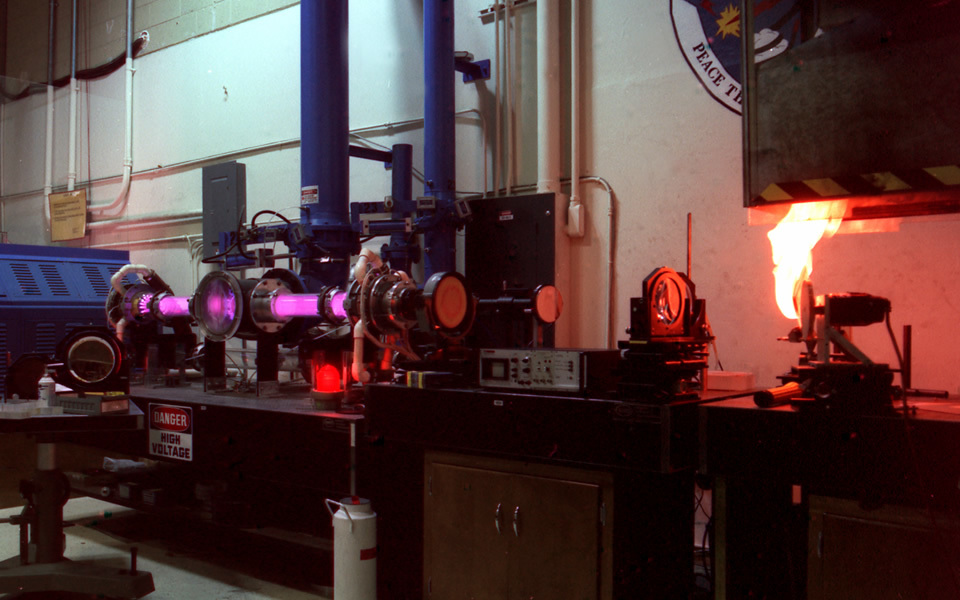
Un bersaglio di test viene vaporizzato e bruciato in seguito all'irradiazione di un laser ad anidride carbonica ad onda continua ad alta potenza emettente una luce infrarossa di decine di kilowatt.

Il laser ad anidride carbonica (laser CO2) è stato uno dei primi modelli di laser a gas ad essere sviluppato. È stato inventato, da Kumar Patel dei Bell Laboratories nel 1964, ed è oggi uno dei più usati in assoluto in campo medico e industriale.
I laser CO2 sono i più potenti laser ad onda continua disponibili attualmente, e sono anche fra i più efficienti: il rapporto fra potenza di pompaggio e potenza emessa dal laser può arrivare al 20%.

Questo tipo di laser emette un fascio di luce infrarossa la cui lunghezza d'onda principale è centrata fra i 9,4 e i 10,6 micrometri.

## Amplificazione
Il mezzo laser attivo (generatore laser/mezzo di amplificazione) è un tubo a scarica di gas raffreddato ad aria (o ad acqua nelle applicazioni ad alta potenza). Il gas all'interno del tubo laser è costituito da:
- Anidride carbonica (CO2) (circa 10-20%)
- Azoto (N2) (circa 10-20%)
- Idrogeno (H2) e/o (Xe) (1-2%)
- Elio (He) (il resto della miscela gassosa)

Le proporzioni precise variano a seconda del tipo di laser e dell'impiego a cui è destinato.
La necessaria inversione di popolazione nel mezzo laser è ottenuta facendo passare una scarica elettrica nella miscela gassosa, che innesca la seguente catena di eventi:
1. Gli impatti degli elettroni eccitano i modi vibrazionali della molecola di azoto. Poiché questa è una molecola omonucleare, non può liberarsi dell'energia acquisita emettendo un fotone e il suo stato eccitato è perciò metastabile, cioè permane per un tempo molto lungo.
2. Le collisioni fra molecole del gas trasferiscono l'energia dalle molecole eccitate di azoto a quelle di CO2, con efficienza sufficiente a generare la desiderata inversione di popolazione.
3. La molecola di CO2 eccitata ritorna allo stato fondamentale emettendo un fotone e contribuendo prima all'instaurazione e poi all'emissione del fascio laser.

## Costruzione
Poiché i laser CO2 funzionano nell'infrarosso ad una lunghezza d'onda a cui il vetro non è più trasparente, sono necessari materiali speciali per la loro costruzione. Generalmente gli specchi sono fatti di silicio rivestito o di molibdeno, mentre le lenti e le finestre di uscita sono di germanio; per applicazioni ad alta potenza si usano specchi d'oro e finestre e lenti di seleniuro di zinco. Storicamente si sono usate anche finestre e lenti di sale, sia il normale cloruro di sodio che il cloruro di potassio, ma anche se molto economiche queste lenti si deterioravano con l'umidità atmosferica.
La forma più semplice di laser CO2 consiste di un tubo a scarica di gas (riempito con una miscela simile a quella descritta sopra) con uno specchio totalmente riflettente a una estremità e un accoppiatore di uscita (di solito uno specchio semiriflettente di seleniuro di zinco rivestito) all'estremità di uscita. La riflettività dello specchio accoppiatore di uscita è di solito del 5-15%. L'uscita del laser, per applicazioni ad alta potenza, può avere un accoppiamento particolare (edge-coupled) per ridurre i problemi di riscaldamento delle ottiche.
Il laser CO2 può essere progettato per potenze di emissione in continuo che vanno da pochi milliwatt a diverse centinaia di kilowatt (kW). È anche molto facile introdurre in questi laser un dispositivo Q-switching, per mezzo di uno specchio rotante o di un commutatore elettro-ottico, rendendoli capaci di generare singoli impulsi di potenza fino a un gigawatt (GW).
Visto che la transizione di stato che dà origine all'effetto laser in questi dispositivi riguarda le bande di vibrazione-traslazione di una molecola triatomica lineare, la struttura rotazionale delle bande P e R può essere selezionata da un elemento sintonizzatore nella cavità del risuonatore laser: questo elemento è di solito un reticolo di diffrazione, perché nella banda infrarossa dei laser CO2 i materiali trasparenti hanno in genere perdite piuttosto alte. Ruotando il reticolo si può selezionare una particolare linea rotazionale della transizione vibrazionale. La più fine selezione di frequenza si può ottenere usando un etalon. Quindi, grazie anche alla sostituzione isotopica, si possono selezionare frequenze a piacere in una gamma da 880 a 1090 cm−1 in un "pettine" con intervalli di 1 cm−1 (30 GHz). Tali laser ad anidride carbonica "a sintonia fine" sono però soprattutto di interesse teorico e di ricerca.

### Risuonatori Slab
Una innovazione importante nei laser CO2 è stata la recente introduzione di sorgenti slab, costituite non da tubi di vetro ma da una cavità ricavata sigillando due piani metallici vicini e paralleli, che fungono da armature di un condensatore: in queste sorgenti la miscela gassosa viene eccitata non da una scarica elettrica ma da una tensione oscillante ad alta frequenza fatta passare attraverso il condensatore così formato. Queste sorgenti hanno il considerevole vantaggio di non richiedere lo svuotamento della cavità risonante (e successivo riempimento di gas) ad ogni spegnimento del laser, abbattendo di molto il costo di esercizio degli impianti che equipaggiano: il loro svantaggio maggiore, per contro, è la minore qualità del fascio laser prodotto, in termini di focalizzabilità, collimazione e purezza spettrale.

## Applicazioni
Vista l'alta potenza ottenibile (e il costo ragionevole del laser), i laser CO2 sono ampiamente usati in lavorazioni industriali per taglio e saldatura. Sono anche molto utili in chirurgia, perché l'acqua, costituente principale dei tessuti, assorbe molto bene la frequenza emessa, e quindi si prestano anche per chirurgia laser, lifting, peeling facciali (che sostanzialmente consistono nel bruciare lo strato più esterno dell'epidermide, per promuovere la formazione di collagene), e dermoabrasione.
Poiché l'atmosfera terrestre è quasi completamente trasparente agli infrarossi, i laser a CO2 sono usati anche per telemetria, usando tecniche LIDAR.